# Nonacho Lake
Der Nonacho Lake ist ein abflussregulierter See in den Nordwest-Territorien von Kanada.

## Lage
Der Nonacho Lake befindet sich 75 km südöstlich des Großen Sklavensees. Die Wasserfläche beträgt 698 km². Einschließlich Inseln liegt die Gesamtfläche bei 784 km².
Der Taltson River durchfließt den Nonacho River in südwestlicher Richtung. Abstrom gelegen ist der Taltson Lake.
Das Wehr am Nonacho Lake wurde 1964 errichtet. Der See dient als Wasserspeicher für das abstrom gelegene Wasserkraftwerk Twin Gorges. Damals war das Ziel, die ehemalige Blei- und Zink-Mine Pine Point mit Energie zu versorgen. Sein Einzugsgebiet umfasst 22.600 km².
Im Rahmen des Taltson Project ist am Nonacho Dam eine unterirdische Abflusskontrollstruktur mit Kleinwasserkraftwerk vorgesehen.